# МАKС
МАKС (ryska: Многоцелевая авиационно-космическая система) var en sovjetisk rymdfarkost som föreslogs 1988. I sitt grundutförande skulle den kunna transportera 2 till 6 personer till och från låg omloppsbana runt jorden. Projektet lades ner 1991.
Planen var att farkosten, tillsammans med sin yttre bränsletank skulle monteras på en Antonov An-225. Flygplanet skulle sedan bära kombinationen till flera kilometer höjd. Var vid farkost tillsammans med bränsletank skulle frigöras från flygplanet och med hjälp av egna motorer fortsätta mot rymden.
Vid flygningens slut skulle farkosten landa som ett glidflygplan.

## Varianter

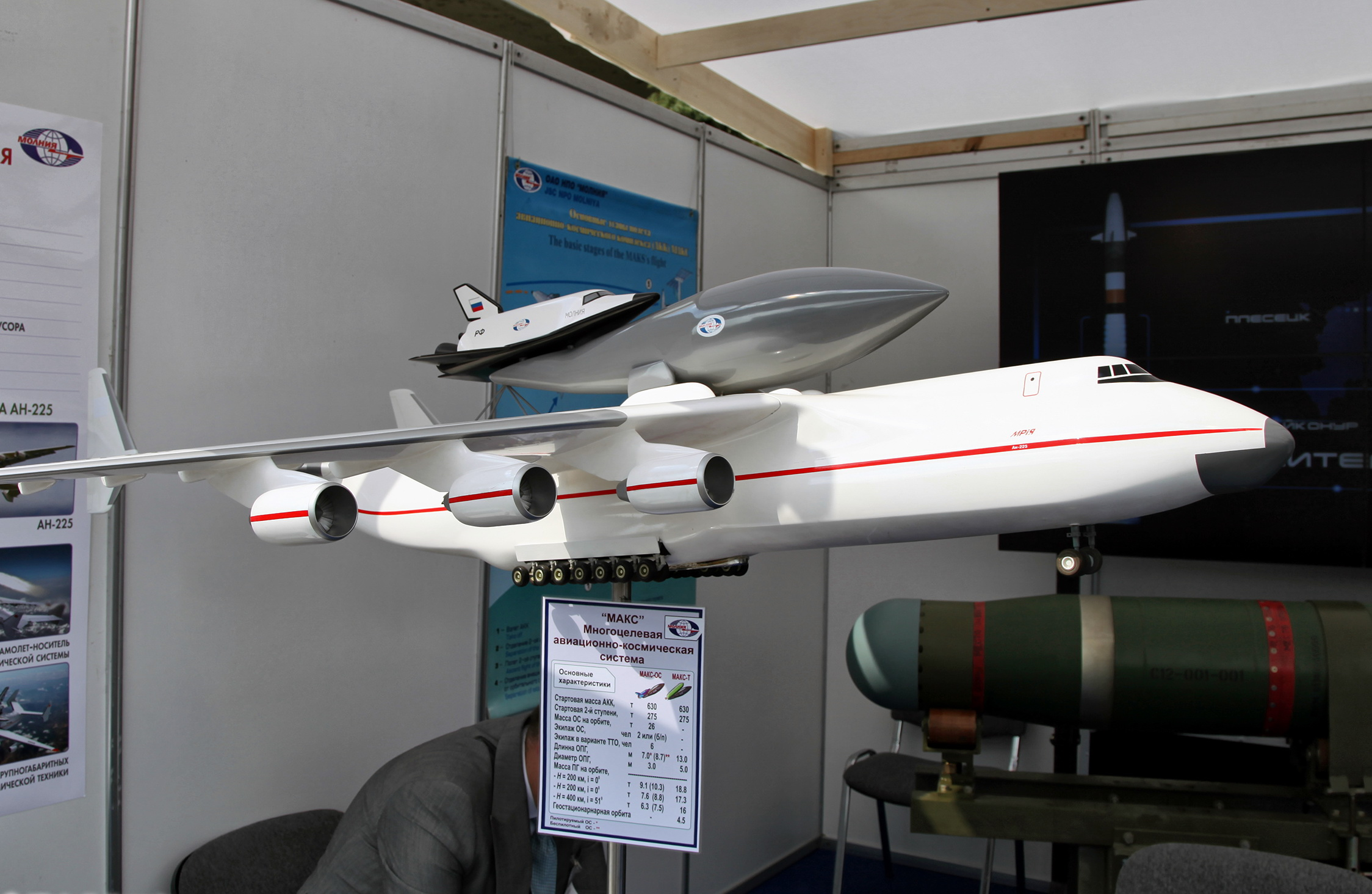
Modell av Antonov An-225 med en МАKС-OS

Man planerade tre versioner av farkosten. Då Antonov An-225 har en begränsad startvikt, var hela kombinationen, inklusive flygplan begränsad till 620 ton vid start. 

### МАKС-OS
Var en variant som skulle kunna transportera upp till 8,3 ton till låg omloppsbana runt jorden. Den kunde också utrustas med en dockningsport och transportera upp till 6 personer till och från rymdstationer i omloppsbana runt jorden. 

### МАKС-T
Var en variant där man ersatt rymdfarkosten med ett raketsteg som inte var återanvändbart. Denna version skulle kunna transportera upp till 19,5 ton till låg omloppsbana runt jorden. 

### МАKС-M
Var en helt återanvändbar variant, då man integrerat den yttre bränsletanken och rymdfarkosten i en farkost.
|                             | МАKС-OS | МАKС-T | МАKС-M |
| --------------------------- | ------- | ------ | ------ |
| Startvikt (ton)             | 620     | 620    | 620    |
| Andra steget (ton)          | 275     | 275    | 275    |
| Rymdfarkost (ton)           | 27      | -      | -      |
| Besättning                  | 2       | -      | -      |
| Lastrum (m)                 |         |        |        |
| Längd                       | 6,8     | 13,0   | 7,0    |
| Diameter                    | 2,6     | 5,0    | 4,6    |
| Last till 200 km höjd (ton) |         |        |        |
| 51° lutning                 | 8,3     | 18,0   | 5,5    |
| 0° lutning                  | -       | 19,5   | 7,0    |
| Geostationär                | -       | 5,0    | -      |